# Jokojama Reina
Jokojama Reina (横山玲奈; Szaitama, 2001. február 22. –) japán énekesnő és táncosnő. A Morning Musume lányegyüttes 13. generációs tagja és a  Hello! Pro Kenshuusei korábbi tagja.

## Élete
Jokojama Reina 2001. február 22-én született Szaitamában, Japánban.
2016. augusztus 17-én bejelentették, hogy Jokojama csatlakozott a Hello Pro Kenshuusei-hez. December 12-én, a Morning Musume őszi turnéján bejelentették, hogy Kaga Kaede mellett a 13. generáció tagja lesz.
2017. március 2-án Kaga és Jokojama Reversible Radio címmel talk show-t indítottak.
2018. június 27-én kiadta első fotókönyvét THIS IS REINA címmel. Július 27-én csatlakozott az UP-FRONT esport-hoz.
2019. augusztus 27-én Jokojama kiadta második fotókönyvét REINA is eighteen ~N to S~ címmel.

## Filmográfia

### Színház
- [2016] Nega Poji Poji
- [2017] Pharaoh no Haka
- [2018] Pharaoh no Haka ~Hebi Ou Sneferu~

### TV műsorok
- [2016–2019] The Girls Live
- [2019–2020] AI・DOL PROJECT (AI・DOL プロジェクト)
- [2020] Hello! Project presents... "Solo Fes!"
- [2021] Hello! Project presents... "Solo Fes! 2"